# Momigliano (cognome)
Momigliano è un cognome di lingua italiana.

## Varianti
Il cognome non presenta varianti.

## Origine e diffusione
Cognome tipicamente settentrionale, è presente prevalentemente in Piemonte e Lombardia.
Potrebbe derivare dal toponimo Momigliano. Era portato da una comunità di sefarditi provenienti dalla Francia nel XVI secolo.

## Persone
- Attilio Momigliano (1883-1952) – critico letterario italiano
- Eucardio Momigliano (1888-1970) – giornalista e scrittore italiano
- Felice Momigliano (1866-1924) – storico e scrittore italiano